# Boris III.
Boris III. puno ime Boris Klemens Robert Maria Pius Ludwig Stanislaus Xaver (Sofija, 30. siječnja 1894. – Sofija, 28. kolovoza 1943.), bio je pretposljednji bugarski kralj (1918.—1943.), sin kralja Ferdinanda I., koji je abdicirao u njegovu korist nakon poraza Bugarske u Prvom svjetskom ratu.
Rođen je u Sofiji 30. siječnja 1894. Vrlo je zanimljivo da je kralj Boris III. rođen kao katolik, premda je Bugarska pravoslavna zemlja. Dapače, Borisu su i otac i majka bili katolici (otac Ferdinand pripadao je katoličkom ogranku dinastije Sachsen-Coburg-Gotha, a majka Marija Lujza izrazito katoličkoj vladarskoj obitelji vojvode Roberta od Parme). Kao dječak prešao je pravoslavlje, zbog političkih razloga. Dva brata i sestra, ostali su katolici, a tri tetke postale su katoličke redovnice.
Poslije završene gimnazije dobio je diplomatsko-vojno obrazovanje. Tijekom balkanskih ratova i Prvog svjetskog rata sudjelovao je kao časnik za vezu na više frontova u vojsci; potpukovnik (1916.), general-bojnik (1918.).
Bugarska je 1. ožujka 1941. godine pristupila Trojnom paktu, čime je postala saveznica nacističke Njemačke i članica Sila osovine. U doba pristupanja, bugarski kralj bio je Boris III. – pripadnik njemačke dinastije. Naime, on je bio potomak poznate dinastije Sachsen-Coburg-Gotha (iz koje je bio i princ Albert – suprug britanske kraljice Viktorije). Protivio se progonu Židova.
Nakon smrti 1943. godine, naslijedio ga je na prijestolju maloljetni sin Simeon II. koji je vladao Bugarskom do pada monarhije 1946. godine.